# Cray Wanderers FC
Cray Wanderers FC (celým názvem: Cray Wanderers Football Club) je anglický fotbalový klub, který sídlí v jihovýchodním Londýně. Založen byl v roce 1860 a jedná se tak o nejstarší fotbalový klub v oblasti Velkého Londýna. Od sezóny 2018/19 hraje v Isthmian League South East Division (8. nejvyšší soutěž). Klubové barvy jsou oranžová a černá.
Své domácí zápasy odehrává na stadionu Hayes Lane s kapacitou 5 000 diváků.

## Úspěchy v domácích pohárech
Zdroj: 
- FA Cup
  - 4. předkolo: 2005/06
- FA Amateur Cup
  - 3. kolo: 1967/68
- FA Trophy
  - 2. kolo: 2004/05
- FA Vase
  - Čtvrtfinále: 1979/80, 2003/04

## Umístění v jednotlivých sezonách
Stručný přehled
Zdroj: 
- 1894–1896: Kent Football League (Division Two)
- 1896–1898: Kent Football League (Division One)
- 1898–1903: Kent Football League
- 1906–1907: Kent Football League
- 1951–1956: London League (Premier Division)
- 1956–1959: London League
- 1959–1964: Aetolian League (Division One)
- 1966–1971: Metropolitan League
- 1971–1975: Metropolitan-London League (Division One)
- 1975–1977: London Spartan League (Division One)
- 1977–1978: London Spartan League (Premier Division)
- 1978–1998: Kent Football League (Division One)
- 1998–2004: Kent Football League (Premier Division)
- 2004–2006: Isthmian League (Division One)
- 2006–2009: Isthmian League (Division One South)
- 2009–2014: Isthmian League (Premier Division)
- 2014–2016: Isthmian League (Division One North)
- 2016–2018: Isthmian League (Division One South)
- 2018– : Isthmian League (South East Division)

Jednotlivé ročníky
Zdroj: 
Legenda: Z - zápasy, V - výhry, R - remízy, P - porážky, VG - vstřelené góly, OG - obdržené góly, +/- - rozdíl skóre, B - body, červené podbarvení - sestup, zelené podbarvení - postup, fialové podbarvení - reorganizace, změna skupiny či soutěže
| Sezóny  | Liga                                  | Úroveň | Z  | V  | R  | P  | VG  | OG  | +/- | B  | Pozice |
| ------- | ------------------------------------- | ------ | -- | -- | -- | -- | --- | --- | --- | -- | ------ |
| 2009/10 | Isthmian League (Premier Division)    | 7      | 42 | 14 | 9  | 19 | 54  | 70  | -16 | 51 | 15.    |
| 2010/11 | Isthmian League (Premier Division)    | 7      | 42 | 20 | 9  | 13 | 72  | 46  | +26 | 69 | 9.     |
| 2011/12 | Isthmian League (Premier Division)    | 7      | 42 | 20 | 8  | 14 | 74  | 55  | +19 | 68 | 9.     |
| 2012/13 | Isthmian League (Premier Division)    | 7      | 42 | 10 | 13 | 19 | 60  | 85  | -25 | 43 | 17.    |
| 2013/14 | Isthmian League (Premier Division)    | 7      | 46 | 7  | 5  | 34 | 40  | 137 | -97 | 26 | 24.    |
| 2014/15 | Isthmian League (Division One South)  | 8      | 46 | 14 | 10 | 22 | 77  | 86  | -9  | 52 | 16.    |
| 2015/16 | Isthmian League (Division One South)  | 8      | 46 | 27 | 9  | 10 | 98  | 52  | +46 | 90 | 4.     |
| 2016/17 | Isthmian League (Division One South)  | 8      | 46 | 19 | 11 | 16 | 88  | 86  | +2  | 68 | 11.    |
| 2017/18 | Isthmian League (Division One South)  | 8      | 46 | 25 | 14 | 7  | 112 | 46  | +66 | 89 | 3.     |
| 2018/19 | Isthmian League (South East Division) | 8      | 38 |    |    |    |     |     |     |    |        |